# 朱怡靜

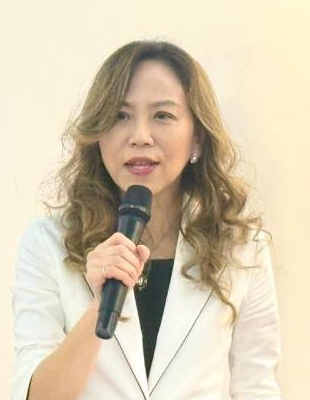
2025年攝於巴西聖保羅

朱怡靜，中華民國外交官。2004年起擔任公務人員，曾任外交部禮賓司學員、駐哥斯大黎加大使館、中華民國駐厄瓜多商務處／駐阿根廷台北商務文化辦事處秘書、外交部公眾外交協調會科長、外交部拉丁美洲及加勒比海司副參事等職務，現任駐聖保羅臺北經濟文化辦事處總領事銜處長。
朱怡靜曾獲得「九十二年度外交部西班牙语菁英選拔賽」第一名。丈夫孫述貴擁有劍道7段，以及國家級運動教練資格，後配合妻子外派各國，2008年7月受邀擔任第7屆南美洲劍道大賽的裁判，在男子個人冠亞軍決賽被指定擔任主審。
| 外交職務      | 外交職務                        | 外交職務 |
| ------------- | ------------------------------- | -------- |
| 前任： 馮光中 | 中華民國駐聖保羅處長 2025年3月— | 繼任： ' |